# United Nations Interim Force in Lebanon
United Nations Interim Force In Lebanon (da. Forenede Nationers Midlertidige Styrke i Libanon, forkortet UNIFIL) er en tidligere FN-mission, der blev etableret for sikre Israels tilbagetrækning fra Libanon og samtidig give Libanons regering mulighed for at udøve dens territorialhåndhævelse.
Missionen blev en realitet 19. marts 1978 efter sikkerhedsrådets resolutioner nr. 425 og 426.
I 2006 bad FN endnu engang medlemslandene om militære styrker til en mission i Mellemøsten. Israelske styrker rykkede i juli 2006 ind i Sydlibanon for at gengælde et angreb på Israel fra den shiamuslimske milits Hizbollah. Det resulterede i en kort intens krig i juli-august 2006.
Bagefter besluttede FNs Sikkerhedsråd at udvide FN-missionen i Libanon, UNIFIL, så den bedre kunne hjælpe den libanesiske regering med at få kontrol over og afmilitarisere Sydlibanon. Sikkerhedsrådet besluttede, at krigsskibe skulle patruljere i libanesiske farvande for at forhindre indsmugling af våben. Det var første gang, at en FN-mission havde militære kræfter til søs.
Danmark sendte missilfartøjerne Glenten og Ravnen til Middelhavet for afpatruljere de libanesiske farvande. Skibene havde logistisk base på Cypern. Opgaven var farvandsovervågning, hvilket er en klassisk sømilitær disciplin, som de danske besætninger har stor erfaring med fra danske farvande. Patruljefartøjet Viben og korvetten Peter Tordenskiold deltog i missionen. Flådefartøjerne så ikke mange mistænkelige aktiviteter til søs, og i 2008 stoppede Danmark sit bidrag til FN’s første sømilitære indsats.
Fra 2009 deltog Danmark med et kontingent på ca. 150 mand, der løste logistik- og stabsopgaver, først med personel fra Flyvevåbnet og siden starten af hold tre i efteråret 2010 med personel fra Hæren.
Den 9. januar 2010 omkom flyverspecialist Kjeld Møller Mellergaard, da hans lastbil i forbindelse med en bjærgningsopgave kørte ud over en skrænt.
Den 30. marts 2010 blev den danske lejr i UNIFIL-hovedkvarteret i Naqoura i Sydlibanon navngivet Camp Mellergaard.
Missionen afsluttede i 2011